# Prince Buaben
Prince Buaben Abankwah (ur. 23 kwietnia 1988 w Akosombo) – ghański piłkarz występujący na pozycji pomocnika. Mierzy 175 cm wzrostu.

## Kariera
Buaben jest wychowankiem holenderskiego AVV Zeeburgia. W latach 2004–2007 grał w juniorach Ajaksu Amsterdam. Następnie grał kolejno w: Dundee United, Watfordzie, Carlisle United i Partick Thistle. W 2014 trafił do Heart of Midlothian. Następnie grał w Falkirk F.C.
Buaben wystąpił jeden raz w reprezentacji Ghany, 23 maja 2008 w przegranym 0:1 towarzyskim meczu z Australią.